# 中华草沙蚕
中华草沙蚕（学名：Tripogon chinensis）为禾本科草沙蚕属下的一个种。